# Sjundeå bad
Sjundeå bad (finska: Siuntion kylpylä) är ett spa och center för välmående i Sjundeå i landskapet Nyland i Finland. Vid spat finns ett hotell och ett 30 hektar friluftsområde. Badet är ritat av arkitekt Matti Hakala. Badet ligger nära sjön Tjusträsk.

## Historia och verksamhet

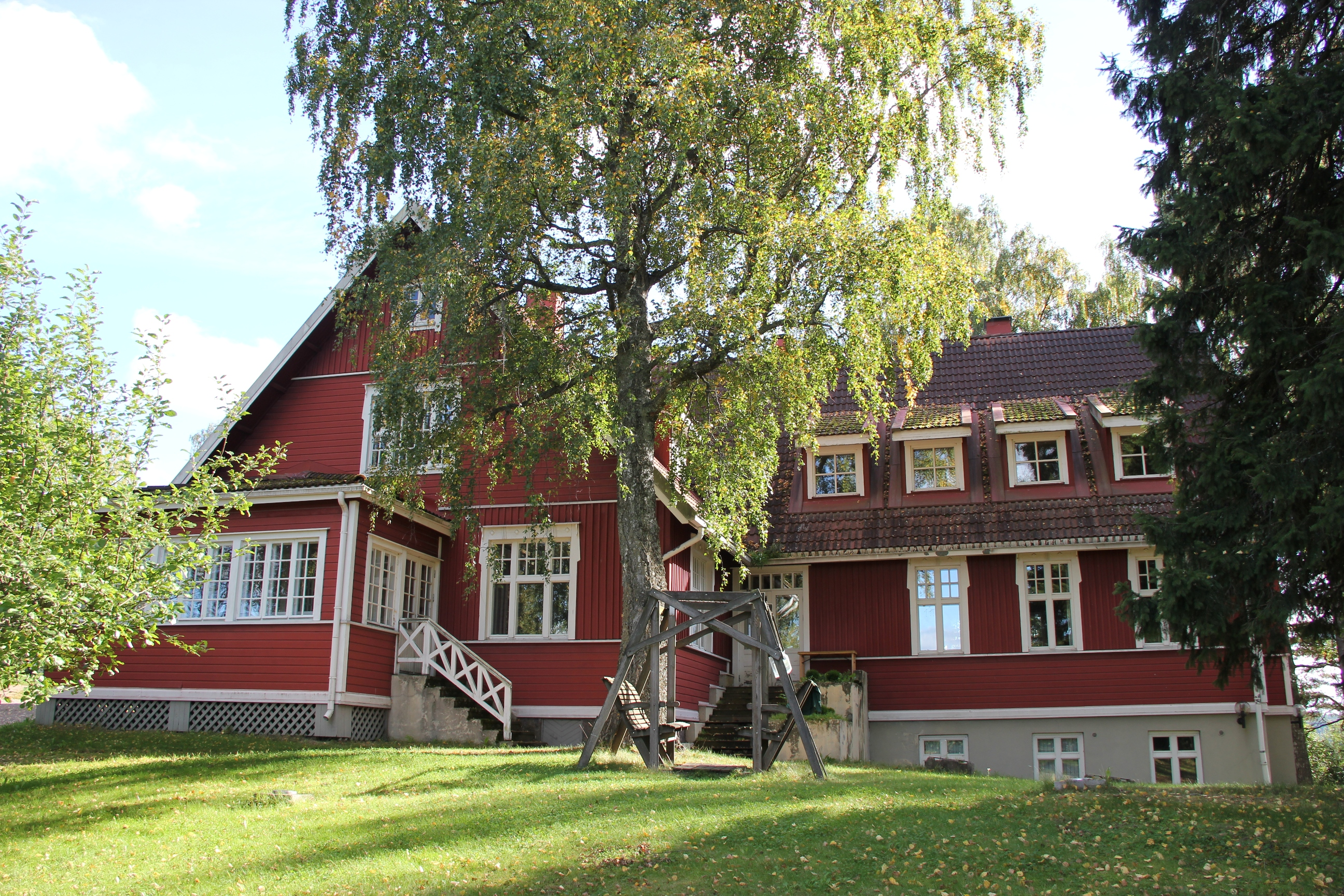
Villan Lepopirtti.

Sjundeå bads historia har sitt ursprung i stugan Lepopirtti som grundades av politikern Miina Sillanpää. Badet ägdes länge av Miina Sillanpää-stiftelsen men år 2020 meddelade stiftelsen att badets fastigheter kommer att säljas.
År 1978 grundade Miina Sillanpää-stiftelsen aktiebolaget Siuntion Yrtti Oy att ansvara för badet och hotellet. Det betydde att bara badets rehabiliteringsverksamhet sköttes av stiftelsen själv och inhysning, fastigheter och köket sköttes av det nya bolaget. År 1984 bestämde Miina Sillanpää-stiftelsen att bolagisera sin verksamhet vilket betydde att Sjundeå bad övergick till aktiebolaget Miinan Hoitolat Oy som ägdes av Miina Sillanpää-stiftelsen.
En stor del av Sjundeå bads kundkrets bestod av krigsveteraner och vuxna som behövde rehabilitering. De ursprungliga textilierna gjordes av frivilliga. De ursprungliga möblerna kom tillverkades av Artek och linnena av Marimekko. 
Innan badet bytte ägare år 2023 hyrdes fastigheten av Scandic Hotels. Då hade badet namnet Scandic Siuntio. Föregående hyresgäster var bland annat hotellkedjorna Rantasipi och Cumulus. År 2020 bestämde Scandic att upphöra med rehabiliteringen vid badet. I november 2021 meddelade Scandic att de inte kommer att förnya hyresavtalet med Miina Sillanpää-stiftelsen. Därmed slutade Scandic med hotellverksamheten vid Sjundeå bad i april 2022. Badet hade dock varit stängt från och med våren 2020 på grund av coronapandemin.
Sjundeå bad har tre simbassänger, varav en är en utebassäng.

### Hotell Sjundeå
Miina Sillanpää-stiftelsen sålde Sjundeå bad till bolaget Siuntio Invest Oy år 2023. Dotterbolaget till Siuntio Invest, Lepolampi Oy, fortsätter med hotell- och restaurangverksamhet i fastigheten. Badet som nuförtiden kallas Hotell Sjundeå (finska: Hotelli Siuntio) öppnades igen i maj 2023. Sjundeå kommun hyr simhallen och gymmet och sköter motionsspåret på södra sidan om Högbacken.
Hotellet hade 198 hotellrum i maj 2023 men endast 98 kommer att användas som hotellrum i framtiden. De övriga rum ändras om till 73 bostäder. Hotellet också omnämnde villan Lepopirtti till Villa Miina.

### Trädgården
Trädgårdsarkitekten Maj-Lis Rosenbröijer har ritat Sjundeå bads trädgårdsplan år 1976. Rosenbröijer planerade bland annat vackra rosplanteringar.

## Naturstigar

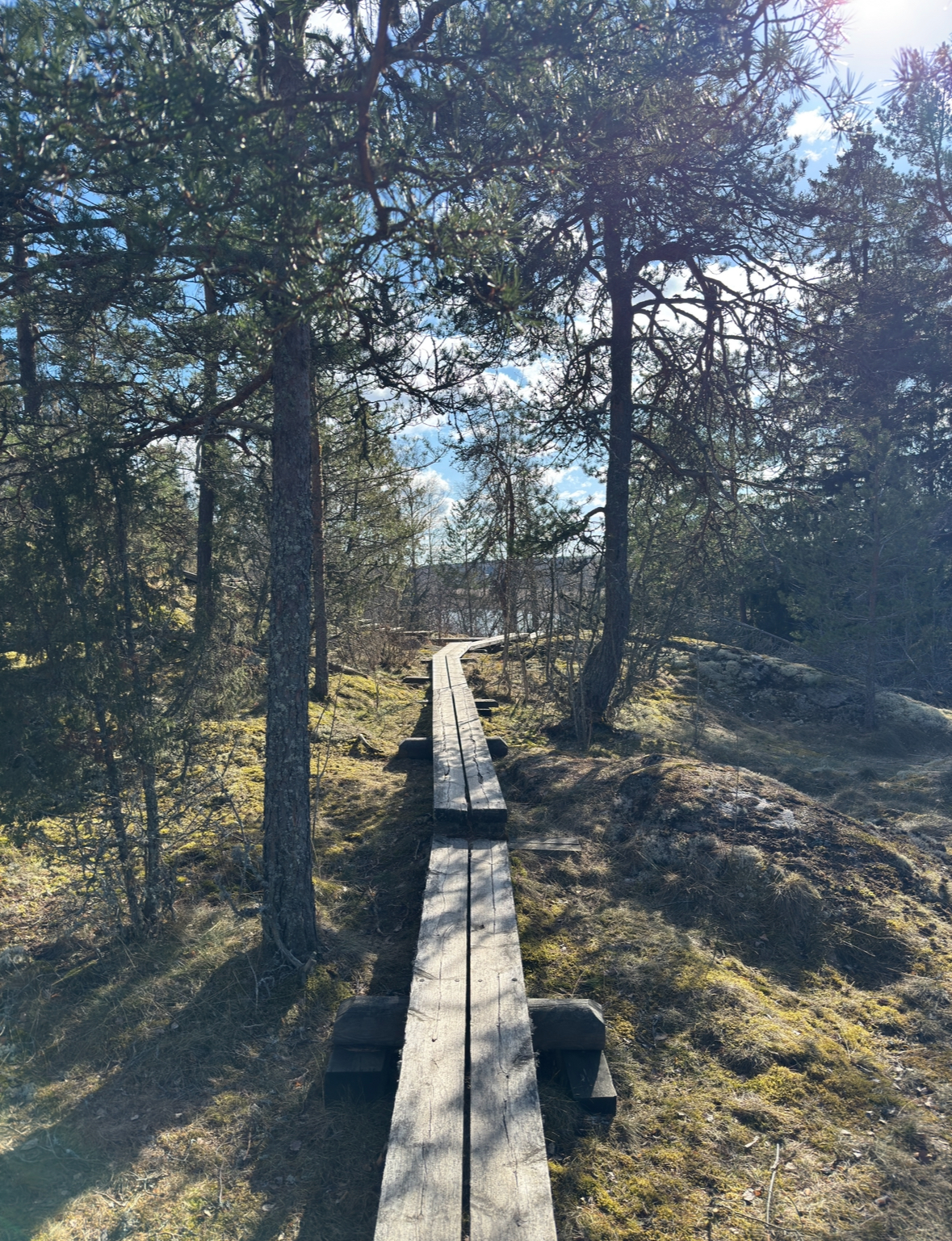
Naturstig vid Sjundeå bad.

Det finns flera naturstigar vid Sjundeå bad och ett fågeltorn vid sjön Tjusträsk. Naturstigar ligger på ett naturskyddsområde.